# Семенченко Віталій Сергійович
Віталій Сергійович Семенченко (6 липня 1974, м. Київ, СРСР) — український хокеїст, лівий нападник. Помічник головного тренера «Беркут» (Київ).
Виступав за ШВСМ (Київ), «Сокіл» (Київ), «Динамо» (Москва), ЦСКА (Москва), «Подгале» (Новий Тарг), ХК «Нойвід», ХК «Гайльброннер», ХК «Гомель», «Авангард» (Омськ), «Юність» (Мінськ), ХК «Дмитров».
У складі національної збірної України учасник чемпіонатів світу 1994 (група C), 2004, 2005, 2006, 2007 і 2008 (дивізіон I). У складі молодіжної збірної України учасник чемпіонатів світу 1993 (група C) і 1994 (група B).
Досягнення
- Чемпіон України (1993, 1995)
- Срібний призер чемпіонату Польщі (1998), бронзовий призер (1999)
- Чемпіон Росії (2004), срібний призер (1996)
- Чемпіон Білорусі (2005, 2006).

Тренерська кар'єра
- Помічник головного тренера «Беркут» (Київ) (з 2011, ПХЛ).